# Bira Dembélé
Bira Dembélé (Villepinte, 22 marzo 1988) è un ex calciatore francese, di ruolo difensore.